# Touba (département)
Pour les articles homonymes, voir Touba.
Le département de Touba est un département de Côte d'Ivoire. 